# Sillosuchus longicervix
Il sillosuco (Sillosuchus longicervix) è un rettile estinto, appartenente ai rauisuchi. Visse all'inizio del Triassico superiore (Carnico, circa 225 milioni di anni fa) e i suoi resti sono stati ritrovati in Sudamerica (Argentina). Possedeva un insolito collo allungato.

## Descrizione

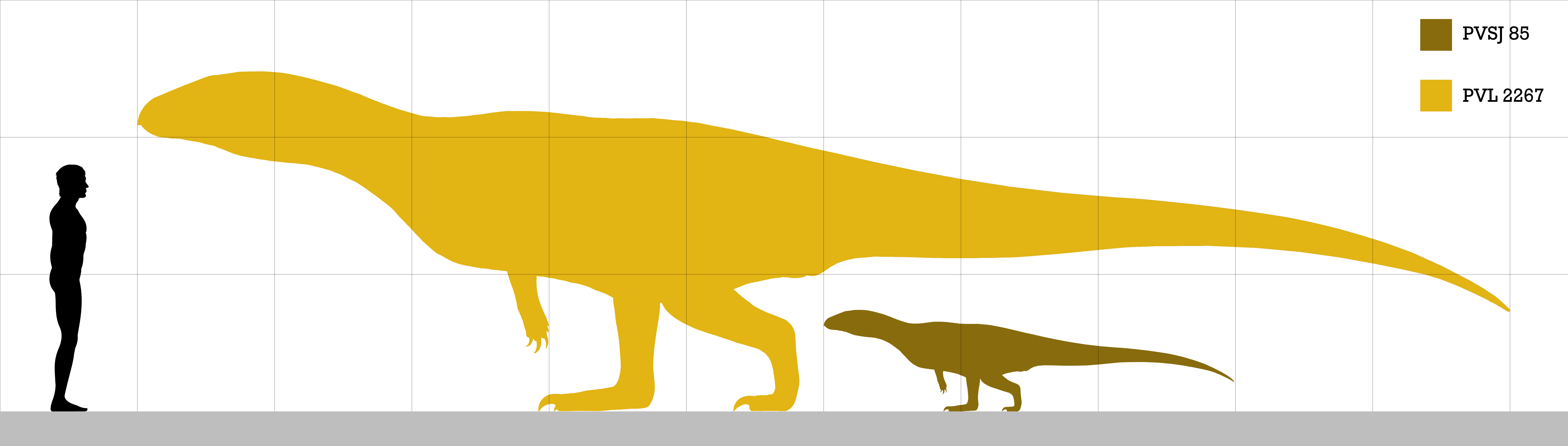
Dimensioni di S. longicervix

Questo animale è noto per alcuni resti fossili incompleti, sufficienti però a ricostruire un rettile di medie dimensioni, lungo circa tre metri. Il corpo era forte ma relativamente snello, e le zampe dovevano essere piuttosto allungate. Il collo era insolitamente lungo se raffrontato a quello di altri rauisuchi. Il cranio non è noto, ma si suppone potesse essere privo di denti e dotato di un becco, analogamente a quello di altri animali simili noti in Nordamerica (Shuvosaurus, Effigia). Analogamente, si pensa che Sillosuchus possa aver avuto un'andatura bipede.

## Classificazione
Sillosuchus appartiene a una famiglia di arcosauri nota come poposauridi, che raggruppa alcune forme molto specializzate dotate di lunghe zampe e con portamento bipede. Si suppone che i suoi più stretti parenti fossero i nordamericani Effigia e Shuvosaurus. I resti di Sillosuchus sono stati ritrovati nella provincia di San Juan (Argentina nordoccidentale), nella ben nota formazione di Ischigualasto, che ha restituito i fossili di alcuni tra i più antichi dinosauri (come Herrerasaurus, Pisanosaurus, Eoraptor).